# Grand Prix Číny 2005
Grand Prix Číny II Sinopec Chinese Grand Prix
- 16. říjen 2005
- Okruh Šanghaj
- 56 kol x 5,451 km = 305,066 km
- 750. Grand Prix
- 8. vítězství Fernanda Alonsa
- 25. vítězství pro Renault

Renault získal Pohár konstruktérů

## Výsledky
| Pozice | Jezdec               | Vůz            | Čas         |
| ------ | -------------------- | -------------- | ----------- |
| 1      | Fernando Alonso      | Renault R 25   | 1:39:53,618 |
| 2      | Kimi Räikkönen       | McLaren MP4/20 | á 0:04,015s |
| 3      | Ralf Schumacher      | Toyota TF 105B | á 0:25,376  |
| 4      | Giancarlo Fisichella | Renault R 25   | á 0:26,114s |
| 5      | Christian Klien      | Red Bull RB 1  | á 0:31,839  |
| 6      | Felipe Massa         | Sauber C 24    | á 0:36,400  |
| 7      | Mark Webber          | Williams FW 27 | á 0:36,842s |
| 8      | Jenson Button        | B.A.R 007      | á 0:41,248s |
| 9      | David Coulthard      | Red Bull RB 1  | á 0:44,247s |
| 10     | Jacques Villeneuve   | Sauber C 24    | á 0:59,977  |
| 11     | Tiago Monteiro       | Jordan EJ 15B  | á 1:24,648  |
| 12     | Rubens Barrichello   | Ferrari F 2005 | á 1:32,812  |
| 13     | Antonio Pizzonia     | Williams FW 27 | á 1 kolo    |
| 14     | Robert Doornbos      | Minardi PS 05  | á 1 kolo    |
| 15     | Jarno Trulli         | Toyota TF 105B | á 1 kolo    |
| 16     | Christijan Albers    | Minardi PS 05  | á 5 kol     |
|        | Odstoupili           |                |             |
| 34     | Takuma Sató          | B.A.R 007      | Převodovka  |
| 28     | Narain Karthikeyan   | Jordan EJ 15B  | Nehoda      |
| 24     | Juan Pablo Montoya   | McLaren MP4/20 | Motor       |
| 22     | Michael Schumacher   | Ferrari F 2005 | Zapalování  |
|        | Nestartoval          |                |             |
|        | Nick Heidfeld        | Williams FW 27 |             |

### Nejrychlejší kolo
- Kimi RAIKKONEN McLaren Mercedes 1'33.242 - 210.459 km/h

### Vedení v závodě
- 1-56 kolo Fernando Alonso

### Postavení na startu
- červeně - výměna motoru / posunutí o 10 míst
- Modře – startoval z boxu

| 1. řada  | 1                  | 2                    |
|          | Fernando Alonso    | Giancarlo Fisichella |
|          | Renault            | Renault              |
|          | 1'34.080           | 1'34.401             |
| 2. řada  | 3                  | 4                    |
|          | Kimi Räikkönen     | Jenson Button        |
|          | McLaren            | BAR                  |
|          | 1'34.488           | 1'34.801             |
| 3. řada  | 5                  | 6                    |
|          | Juan Pablo Montoya | Michael Schumacher   |
|          | McLaren            | Ferrari              |
|          | 1'35.188           | 1'35.301             |
| 4. řada  | 7                  | 8                    |
|          | David Coulthard    | Rubens Barrichello   |
|          | Red Bull           | Ferrari              |
|          | 1'35.428           | 1'35.610             |
| 5. řada  | 9                  | 10                   |
|          | Ralf Schumacher    | Mark Webber          |
|          | Toyota             | Williams             |
|          | 1'35.723           | 1'35.739             |
| 6. řada  | 11                 | 12                   |
|          | Felipe Massa       | Jarno Trulli         |
|          | Sauber             | Toyota               |
|          | 1'35.898           | 1'36.044             |
| 7. řada  | 13                 | 14                   |
|          | Antônio Pizzonia   | Christian Klien      |
|          | Williams           | Red Bull             |
|          | 1'36.445           | 1'36.472             |
| 8. řada  | 15                 | 16                   |
|          | Narain Karthikeyan | Jacques Villeneuve   |
|          | Jordan             | Sauber               |
|          | 1'36.707           | 1'36.788             |
| 9. řada  | 17                 | 18                   |
|          | Takuma Sato        | Christijan Albers    |
|          | BAR                | Minardi              |
|          | 1'37.083           | 1'39.105             |
| 10. řada | 19                 | 20                   |
|          | Tiago Monteiro     | Robert Doornbos      |
|          | Jordan             | Minardi              |
|          | 1'39.233           | 1'39.460             |
| -------- | ------------------ | -------------------- |

### Zajímavosti
- Tým Jordan startoval v 250 GP a zároveň v poslední GP
- Antonio Pizzonia startoval ve 20 GP.
- Michelin zajel 100 pole position a 100 nejrychlejší kolo
- 100 GP má odjeto Jenson Button

| Pole position   | Vítězství       | Nej. kolo      |
| Španělsko       | Španělsko       | Finsko         |
| Fernando Alonso | Fernando Alonso | Kimi Räikkönen |
| Renault R25     | Renault R25     | McLaren MP4/20 |
| 1'34.080        | 1:39'53.618     | 1'33.242       |
| 208.584 km/h    | 183.235 km/h    | 210.459 km/h   |
| --------------- | --------------- | -------------- |

### Stav MS
| *  | Jezdec               | Body |
| -- | -------------------- | ---- |
| 1  | Fernando Alonso      | 133  |
| 2  | Kimi Räikkönen       | 112  |
| 3  | Michael Schumacher   | 62   |
| 4  | Juan Pablo Montoya   | 60   |
| 5  | Giancarlo Fisichella | 58   |
| 6  | Ralf Schumacher      | 45   |
| 7  | Jarno Trulli         | 43   |
| 8  | Rubens Barrichello   | 38   |
| 9  | Jenson Button        | 37   |
| 10 | Mark Webber          | 36   |
| 11 | Nick Heidfeld        | 28   |
| 12 | David Coulthard      | 24   |
| 13 | Felipe Massa         | 11   |
| 14 | Jacques Villeneuve   | 9    |
| 15 | Christian Klien      | 9    |
| 16 | Tiago Monteiro       | 7    |
| 17 | Alex Wurz            | 6    |
| 18 | Narain Karthikeyan   | 5    |
| 19 | Pedro de la Rosa     | 4    |
| 20 | Christijan Albers    | 4    |
| 21 | Patrick Friesacher   | 3    |
| 22 | Antonio Pizzonia     | 2    |
| 23 | Takuma Sató          | 1    |
| 24 | Vitantonio Liuzzi    | 1    |

| *  | Vůz      | Body |
| -- | -------- | ---- |
| 1  | Renault  | 191  |
| 2  | McLaren  | 182  |
| 3  | Ferrari  | 100  |
| 4  | Toyota   | 88   |
| 5  | Williams | 66   |
| 6  | BAR      | 38   |
| 7  | Red Bull | 34   |
| 8  | Sauber   | 20   |
| 9  | Jordan   | 12   |
| 10 | Jordan   | 7    |

| *  | Jezdec         | Body |
| -- | -------------- | ---- |
| 1  | Španělsko      | 137  |
| 2  | Německo        | 135  |
| 3  | Finsko         | 112  |
| 4  | Itálie         | 102  |
| 5  | Velká Británie | 61   |
| 6  | Kolumbie       | 60   |
| 7  | Brazílie       | 51   |
| 8  | Austrálie      | 36   |
| 9  | Rakousko       | 18   |
| 10 | Kanada         | 9    |
| 11 | Portugalsko    | 7    |
| 12 | Indie          | 5    |
| 13 | Nizozemsko     | 4    |
| 14 | Japonsko       | 1    |